# Hombre de ciencia, hombre de fe
«Hombre de ciencia, hombre de fe» (titulado originalmente en inglés, «Man of Science, Man of Faith») es el primer episodio de la segunda temporada de la serie de televisión Lost. Dirigido por Jack Bender y escrito por el productor y cocreador de la serie, Damon Lindelof, fue emitido originalmente por la cadena ABC en Estados Unidos y por CTV en Canadá el 25 de septiembre de 2005, consiguiendo reunir una audiencia media de 23,47 millones de espectadores.
Cuando Jack Shephard, Kate Austen y John Locke investigan la escotilla abierta, encuentran a un hombre que vivía dentro de ella, quien cree que ellos son alguien más. Mientras tanto, Shannon Rutherford tiene un misterioso encuentro en la selva. Los flashbacks están centrados en Jack Shephard.

## Trama

### Flashbacks
Jack se encuentra con su futura esposa, Sarah (Julie Bowen), que ha llegado a su sala de emergencias después de un accidente automovilístico, y al mismo tiempo, ingresa al hospital el padre de Shannon. Jack salva la vida de Sarah, pero continúa diciéndole que debido a una lesión en la médula espinal, es poco probable que Sarah recupere la capacidad de caminar.
Después de ser reprendido por su padre (John Terry) por sus modales pesimistas, Jack opera a Sarah y se va a hacer un tour de stade. Mientras corre, se cae y se encuentra con otro corredor llamado Desmond, quien le dice que se está entrenando para una carrera alrededor del mundo. Jack comparte con Desmond cómo le falló a Sarah, y Desmond le aconseja sobre su necesidad de sentir y brindar más esperanza. Cuando Jack regresa a la habitación de Sarah, descubre que ella ha experimentado una recuperación milagrosa.

### En la isla
Suena un bip, un ojo se abre, mientras suena un Bip contante, un hombre se levanta de su cama y escribe en un computador, coloca un disco en una tornamesa, asea la cocina, monta una bicicleta de ejercicio, labores domésticas, mientras se pone una inyección el tornamesa se mueve por un estruendo. El ambiente cambia a modo defensa. Sin luz, un espejo se ve al final de un pasillo y luego la escotilla.
En la entrada de la escotilla, Locke dice que no deben esperar a que salga el sol para entrar en la escotilla. Jack, por otro lado, siente que su entrada debería retrasarse hasta el amanecer, cuando haya más luz. Al mismo tiempo, en las cuevas, Shannon Rutherford y Sayid Jarrah buscan en la jungla al perro de Walt, Vincent. Durante la búsqueda, Shannon tiene una visión de Walt, empapado y hablando incoherentemente. Habla de esto con el resto de supervivientes, pero nadie le cree.
Cansado de esperar, Locke se interna en el túnel para descubrir lo que esconde a pesar de las advertencias de Hurley y la enorme palabra «Cuarentena» escrita al otro lado de la puerta. Kate lo sigue para evitar que haga alguna tontería y después ambos se ponen de acuerdo en que Locke bajará a Kate mediante una cuerda. El descenso es peligroso y cuando Kate desaparece, aparentemente secuestrada por alguien, Locke ha de ir a su rescate con idéntico resultado.
Finalmente Jack, a pesar de su renuencia, desciende y descubre un enorme búnker perfectamente equipado y funcional. Mientras explora, se encuentra con un mural pintado y una pared donde una fuerte fuerza magnética tira de la llave que cuelga de su cuello. Finalmente, después de ser sorprendido por una luz brillante y música fuerte, ingresa a lo que parece ser un domo geodésico subterráneo con equipo informático, incluida una computadora con su indicador resplandeciente y una tecla que dice ejecutar. Cuando Jack está a punto de usarla, aparece Locke y le dice a Jack que no la toque. Después de que Jack levanta el arma y pregunta dónde está Kate, se revela que Locke está a punta de pistola. El pistolero amenaza con dispararle a Locke si Jack no se rinde. Jack se niega, y se burla de Locke sobre que el destino los llevó ahí. Finalmente, el pistolero sale y Jack parece reconocerlo. El pistolero es Desmond.